# رمو (فیلم)
رمو (به انگلیسی: Remo) فیلمی هندی محصول سال ۲۰۱۶ و به کارگردانی باکیاراج کانان است. در این فیلم بازیگرانی همچون سیواکارتیکیان، کرتی سورش، کی. اس. راویکومار و سارانیا پونوانان ایفای نقش کرده‌اند.